# Патрісія Баррі
Патрісія Баррі (англ. Patricia Barry, 16 листопада 1922, Давенпорт — 11 жовтня 2016, Лос-Анджелес) — американська кіно- і телеакторка.

## Життєпис
Народилася в місті Давенпорт, штат Айова. Підписала контракт з Columbia Pictures майже відразу після закінчення навчання в Стефенському коледжі в місті Колумбія, штат Міссурі. Вона почала кар'єру в кіно в 1947 році і пізніше знялася в понад 130 телевізійних серіалах і фільмах.
На телебаченні Баррі з'явилася в таких нічних серіалах, як Шкіряна сировина, Шоу Донни Рід, Річард Даймонд, приватний детектив, Альфред Гічкок представляє, Йди моїм шляхом, Трилер і Сутінкова зона.
3 березня 1959 р.обрана на роль овдовілої Дорін Бредлі в епізоді «Гігант-убивця» вестернівського серіалу з ABC/Warner Brothers Цукрова нога з Віллом Гатчинсом у головній ролі.
Баррі також з'явилася в денних драмах, включаючи Дні нашого життя (як Едді Гортон Олсон Вільямс), Всі мої діти (як Пег Інгліш) і Дороговказне світло (як Саллі Глісон). Вона з'явилася у дитячому телешоу Ghostwriter як Лана Барнс.

## Вибрана фільмографія
- Вовк, що плаче (1947)
- Чоловік, якого я кохаю (1947)
- Вершники свистячих сосен (1949)
- Незнайомець (1949)
- Татуйований незнайомець (1950)
- Шоу Донни Рід (1961)
- Шановне серце (1964)
- Кошеня з батіжком  (1964)
- Надішли мені не квіти (1964)
- Одруження молодого біржового маклера (1971)
- Сутінкова зона (1983)
- Море кохання (1989)